# Terra Branford
Terra Branford (Japans: ティナ・ブランフォード, Tina Buranfōdo) is een personage uit het computerspel Final Fantasy VI, ontwikkeld door Square (tegenwoordig Square Enix). Haar concept en illustraties zijn gemaakt door Yoshitaka Amano, terwijl Kazuko Shibuya verantwoordelijk was voor haar sprite‑ontwerp in de game. Hironobu Sakaguchi en het ontwikkelteam hadden ruime invloed op haar karakter en rol binnen het verhaal.

## Achtergrond
Terra Branford werd geboren in het Esper-rijk als dochter van de Esper Maduin en een mens genaamd Madeline. Kort na haar geboorte viel het Gestahliaanse Rijk het rijk van de Espers binnen. Haar moeder stierf tijdens de aanval, en Terra werd samen met haar vader gevangengenomen. Terwijl hun magische wereld tevergeefs probeerde hen te beschermen, werd Terra meegenomen naar de menselijke wereld, waar het Rijk haar identificeerde als half-Esper – een zeldzame hybride met aangeboren magische krachten.
Het Gestahliaanse Rijk, onder leiding van keizer Gestahl en de sadistische generaal Kefka, gebruikte Terra als proefpersoon in hun experimenten met Magitek – een combinatie van technologie en magie. Dankzij haar unieke erfgoed kon zij magie gebruiken zonder de hulp van Espers of technologie, wat haar tot een waardevol wapen maakte. Ze werd onderworpen aan gedachtencontrole via een zogenaamde Slave Crown, waardoor ze zonder vrije wil diende als soldaat voor het Rijk.
Aan het begin van Final Fantasy VI is Terra nog onder invloed van deze controle, maar nadat ze wordt bevrijd door de magie van een Esper, ontwaakt ze verward en zonder herinneringen aan haar verleden. Ze vindt onderdak bij de Returners, een rebellenbeweging die zich verzet tegen de onderdrukking van het Rijk. De leden van deze groep bieden haar bescherming en overtuigen haar om zich bij hun strijd aan te sluiten.
Hoewel Terra in het begin terughoudend is om te vechten en worstelt met haar identiteit en krachten, groeit ze langzaam in haar rol. Gaandeweg leert ze haar ware aard te accepteren en ontwikkelt ze zich tot een krachtige strijder voor vrede. Door haar band met de Returners en haar wens om een betere wereld te creëren, vindt ze haar plaats – niet als wapen, maar als mens met een doel.

## Ontwerp en ontwikkeling
De ontwikkelaars bedachten het personage dat later Terra Branford zou worden oorspronkelijk als een jonge half-Esper man van begin twintig. Hij zou een partner en rivaal worden van de mysterieuze Locke Cole. Het ontwerp van het personage veranderde echter gaandeweg naar dat van een achttienjarige half-Esper vrouw. Personageontwerper Yoshitaka Amano maakte aanvankelijk het conceptontwerp voor Terra, terwijl Tetsuya Nomura, een van de grafische regisseurs van het spel, haar herschiep in chibi-stijl voor haar weergave in het spel.
Haar in-game sprites werden ontworpen door Kazuko Shibuya, gebaseerd op de oorspronkelijke tekeningen. In het concept was Terra blond, maar Shibuya stond erop dat haar haar smaragdgroen werd, omdat ze vreesde dat blond haar slecht zou uitkomen op het scherm. In een interview uit 2006 verklaarde Amano dat Terra zijn favoriete personage was om te ontwerpen.
De ontwikkelaars wilden van het spel een ensemblewerk maken zonder unieke protagonist. Daarom opent de tweede helft van het spel met Celes Chere, in plaats van Terra, die het verhaal aanvangt. Deze wisseling markeerde ook de overgang in Terra’s karakterontwikkeling: van passief naar krachtig. Aanvankelijk wilden de ontwikkelaars dat Terra zou sterven aan het einde van het spel wanneer magie de wereld verlaat. Ze besloten uiteindelijk dat dit "te extreem" zou zijn, omdat ze net haar menselijkheid had omarmd, en lieten haar overleven zonder magische krachten.
Hoewel Final Fantasy VI geen duidelijke hoofdrolspeler heeft, beschouwde Shibuya Terra toch als zodanig, gezien de hoeveelheid kunst die Amano van haar maakte.
In de Japanse versie heet het personage "Tina Branford", maar volgens vertaler Ted Woolsey hadden Amerikaanse playtesters een hekel aan de naam Tina. Daarom veranderde hij haar naam naar "Terra" in de Engelstalige versie. Hoewel Woolsey erkende dat sommigen de naamswijziging niet waardeerden, stelde hij dat de spellen die hij vertaalde bedoeld waren voor een breder publiek dan dat van Japanse importtitels.
In het spel Dissidia Final Fantasy werd Terra gekozen als de representatieve held van Final Fantasy VI. Tetsuya Nomura verklaarde dat zonder haar het spel geen vrouwelijke heldin zou hebben, en dat hij "op basis van zijn gevoel" vond dat het Terra moest zijn, mede omdat ze prominent op de originele cover en promotiemateriaal stond. Volgens Nomura is Terra ook zijn favoriete personage om mee te spelen in Dissidia.

## Overige verschijningen
Terra verschijnt in Dissidia Final Fantasy en zijn vervolgen Dissidia 012 Final Fantasy en Dissidia Final Fantasy NT als een speelbaar personage, waarin zij Final Fantasy VI vertegenwoordigt in gevechten tegen andere hoofdpersonages uit de serie. In deze spellen gebruikt ze krachtige magische aanvallen en haar Morph‑vaardigheid om tijdelijk haar Esper‑vorm aan te nemen, waarmee ze sterker wordt.
In de ritmegames Theatrhythm Final Fantasy en Theatrhythm Final Bar Line is Terra een van de selecteerbare personages die beschikbaar is om muziekstukken uit Final Fantasy VI te spelen. Ze is gespecialiseerd in magie en vertegenwoordigt de magie‑gerichte klasse in deze spellen.
Terra is eveneens speelbaar in Final Fantasy Brave Exvius, een mobiele RPG voor Android en iOS. Ze is daarin beschikbaar als een krachtige eenheid met vaardigheden geïnspireerd op haar verschijning in Final Fantasy VI, waaronder krachtige spreuken en haar kenmerkende Morph‑mechaniek. Ze heeft ook een Neo Vision‑vorm, een geüpgradede versie met nieuwe animaties en hogere statistieken.
In World of Final Fantasy verschijnt Terra als gastpersonage die de hoofdrolspelers helpt in gevechten. Ze behoudt hier haar kenmerkende groene haar en draagt haar klassieke outfit uit Final Fantasy VI.